# Manganese Bronze Holdings
Manganese Bronze Holdings plc (MBH) era la sociedad de cartera de la empresa LTI Limited: su único negocio en sus últimos años como empresa fue la fabricación de los característicos vehículos utilizados como taxis en la ciudad de Londres a través de su filial LTI.
MBH fue fundada en 1899, y durante un tiempo llegó a convertirse en un importante conglomerado de marcas de motocicletas británicas. La empresa adquirió en 1973 la filial Carbodies, una firma dedicada al diseño, desarrollo y producción de taxis que pertenecía al Grupo BSA, dentro de una compleja operación financiera auspiciada por el Gobierno Británico para intentar rescatar el maltrecho sector de la fabricación de motocicletas en Inglaterra. Esta subsidiaria finalmente se convirtió en LTI Limited, denominada primero como London Taxis International y después como The London Taxi Company. La venta de su división de componentes en 2003 dejó a la compañía con LTI Limited como su única división operativa.
En octubre de 2012, MBH entró en un proceso de administración concursal, sin haber obtenido ganancias desde 2007. El fabricante chino de automóviles Geely, que ya poseía el 20 % de las acciones de LTI Limited, el único negocio de la compañía, acordó comprar sus principales activos al administrador. La intervención se produjo con el objeto de salvar el negocio y continuar la producción de taxis en Coventry. El nuevo holding se denominó The London Taxi Corporation y se comercializó como The London Taxi Company (como ya lo había hecho LTI). Esta compañía sucesora cambió su nombre a London EV Company en 2017.

## Historia de la empresa

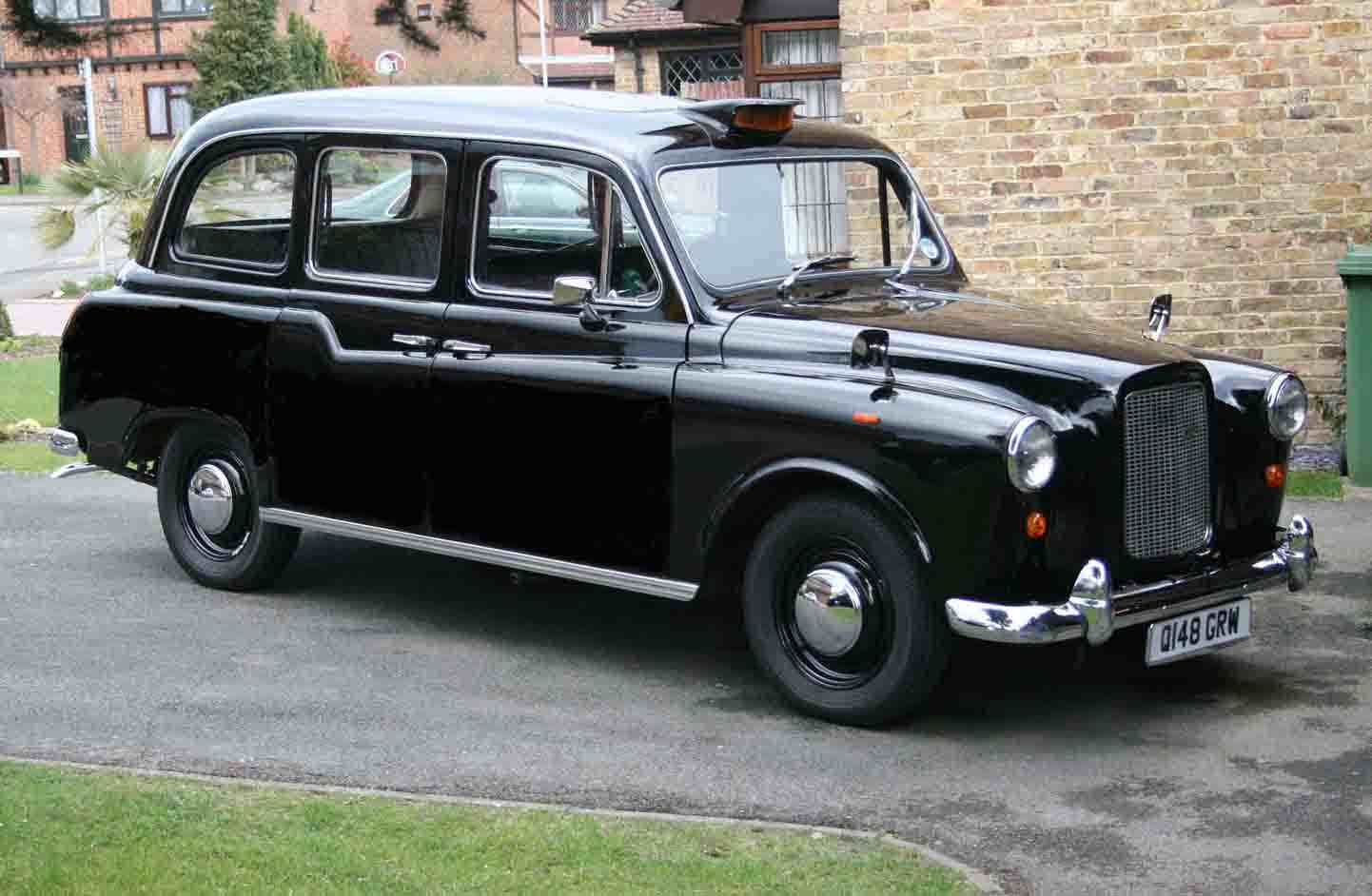
Austin/Carbodies FX4

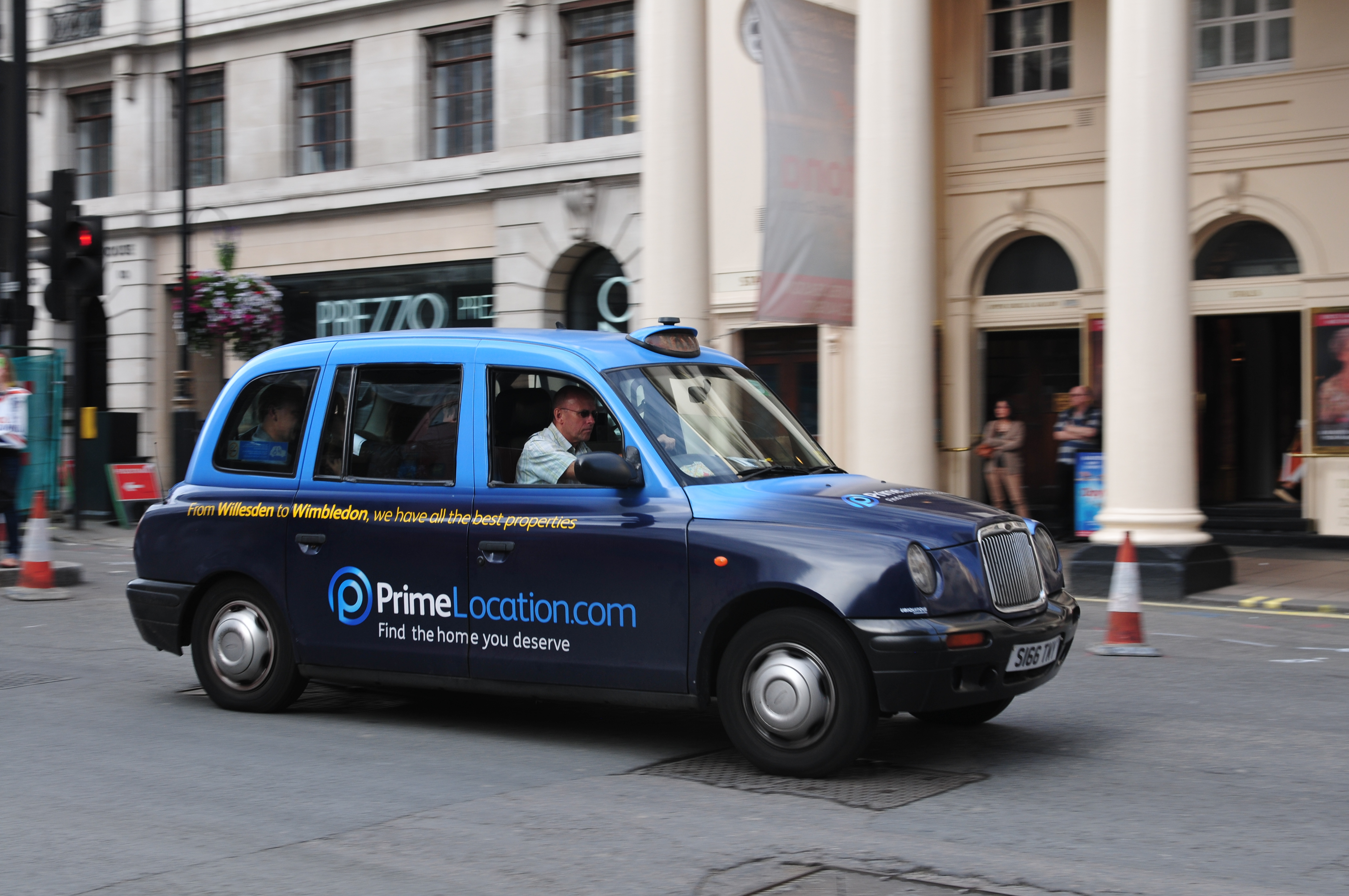
LTI TX1

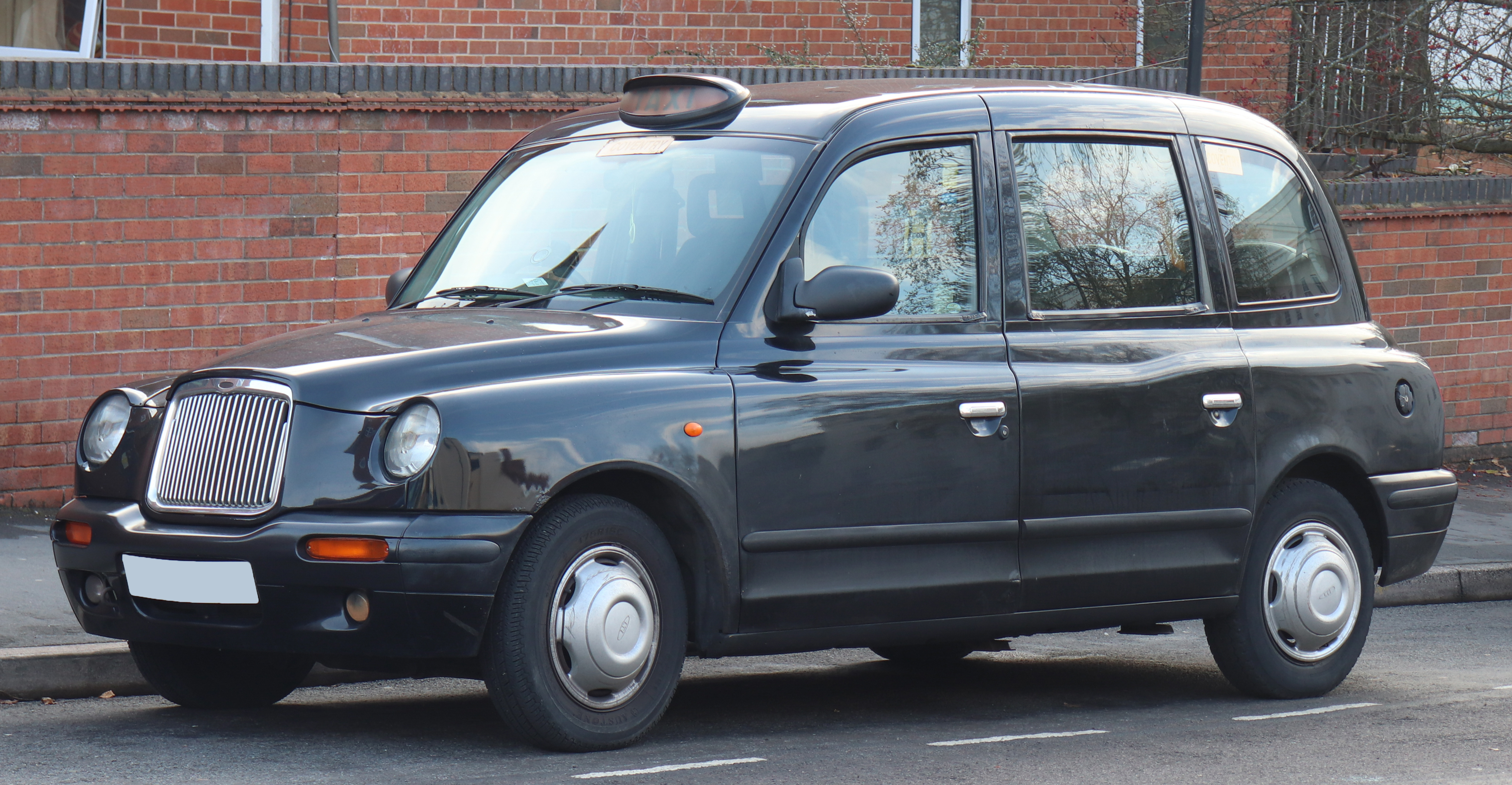
LTI TXII

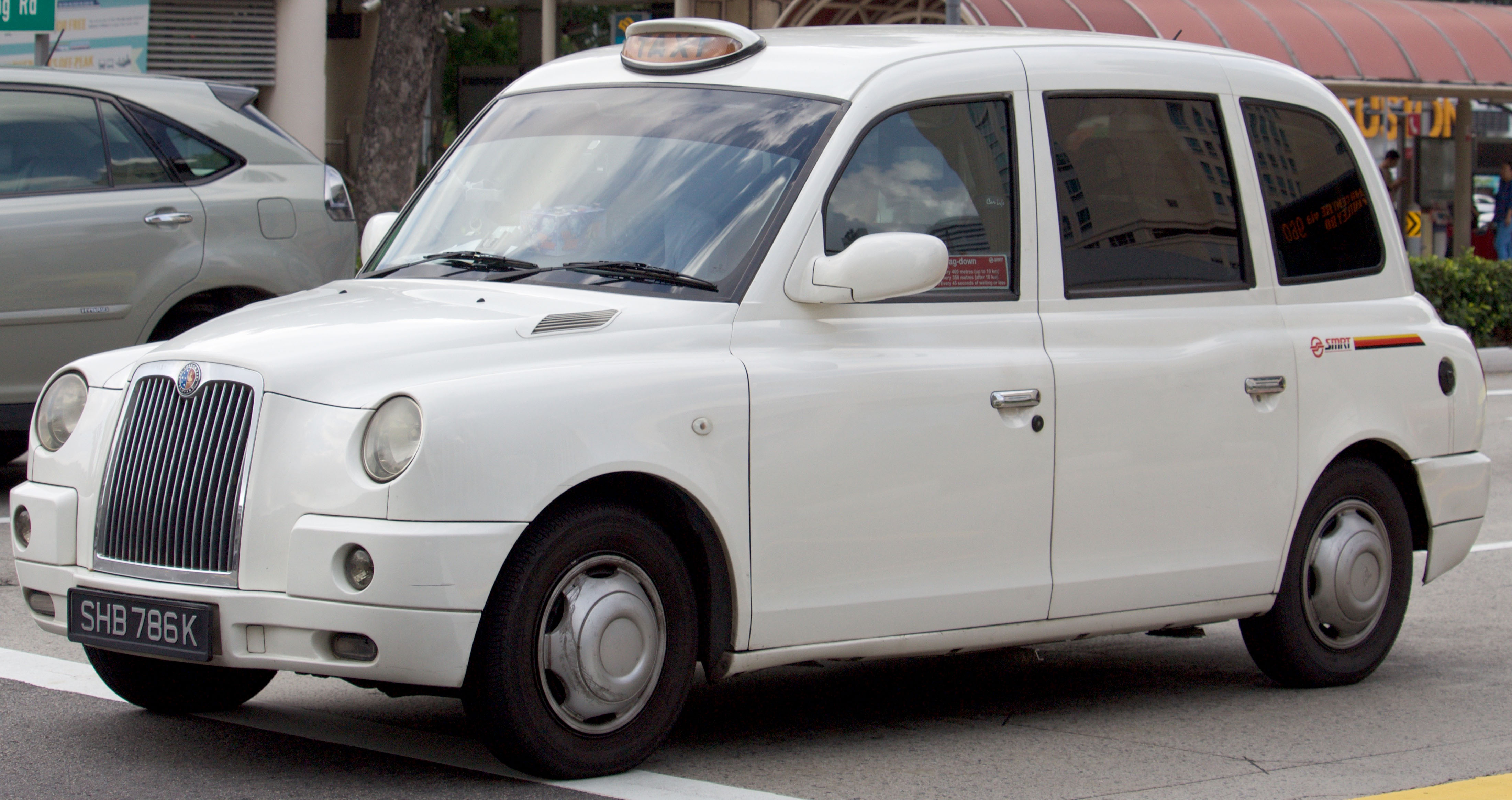
LTI TX4

La compañía originalmente se dedicó a la fabricación de hélices de grandes barcos, para los que el bronce al manganeso se consideraba por entonces un material muy adecuado. A principios de la década de 1960, Manganese Bronze Bearings Ltd (como se llamaba entonces, dedicada a la fabricación de rodamientos), fue adquirida por una sociedad de inversión dirigida por Dennis Poore, que controlaba Villiers Engineering Ltd (una compañía de motocicletas conocida principalmente por su gama de motores), creándose así el nuevo grupo, denominado Manganese Bronze Holdings Ltd (MBH). Esta compañía posteriormente compró en 1964 la sociedad Associated Motor Cycles Ltd, propietaria de las marcas de motocicletas Norton, AJS y Matchless.
Con Dennis Poore al frente, MBH absorbió parte del grupo BSA en 1973, que incluía a Carbodies, el fabricante de taxis de Londres con sede en Coventry, como parte de un plan de rescate iniciado por el gobierno británico. La producción de motocicletas de BSA Motorcycles y la de Triumph se agregaron con la producción de MBH, para formar Norton-Villiers-Triumph. El negocio de armas de BSA se liquidó en 1986. Por su parte, las actividades de fabricación de componentes para motocicletas de BSA se convirtieron en la División de Componentes de MBH, incluyendo los procesos de sinterización, fundición de precisión y polvos metálicos; esta división se vendió en 2003 y quebró poco después.
En 1984, el distribuidor de taxis de Londres Mann & Overton fue comprado por MBH. En 1992, se eliminó el nombre de Carbodies Limited y la empresa pasó a llamarse LTI Limited, estando integrada por tres divisiones: LTI Carbodies, LTI Mann y Overton and London Taxi Finance. Su nombre comercial era London Taxis International.
En enero de 2003, Manganese lanzó Zingo Taxi, un innovador sistema de taxi que utiliza tecnología de localización móvil. Sin embargo, se vendió a Computer Cab en noviembre de 2004 por una libra. La venta se produjo para contener las grandes pérdidas, debido a que solo 1100 de los aproximadamente 21.000 taxistas de Londres se suscribieron. Entre julio de 2003 y noviembre de 2004, Manganese también vendió su cartera de propiedades inmobiliarias, incluida el terreno de su planta de fabricación de Coventry.

### Asociación con Geely
En octubre de 2006, MBH y el fabricante de automóviles chino Geely anunciaron la creación de una empresa conjunta de fabricación de taxis con sede en China. Una junta general extraordinaria de los accionistas aprobó la formación de la empresa conjunta. En junio de 2008, Manganese anunció la producción del primer prototipo de taxi, el LTI TX4, en su empresa conjunta china, LTI Shanghái.
En julio de 2008, Manganese anunció que despediría a 40 empleados como resultado de la crisis económica mundial.
El 29 de junio de 2009, la compañía notificó que Geely tenía el control de 6.085.000 de las acciones ordinarias del negocio, representando el 19,971 % del capital ordinario emitido.
En marzo de 2010, se anunció que Manganese trasladaría la producción de todas las carrocerías y chasis de taxis a Shanghái, pero los taxis TX4 para el mercado del Reino Unido seguirían ensamblándose en Coventry. En el mismo mes se informó que Geely aumentaría su participación accionarial en Manganese hasta el 51 % a través de su participación en una colocación de nuevas acciones. En agosto de 2010 se anunció que Geely había decidido no continuar con la colocación de acciones y su participación en MBH se mantendría en poco menos del 20 %. En noviembre de 2010, LTI cambió su nombre comercial a The London Taxi Company para visibilizar el negocio principal de la compañía.

### Concurso de acreedores
MBH inició un concurso de acreedores el 22 de octubre de 2012, tras no poder obtener fondos adicionales; la consultora PwC fue nombrada administradora concursal. El 31 de octubre, PwC anunció que 156 empleados de MBH en el Reino Unido serían despedidos con efecto inmediato, de un total de 274 empleados de la compañía en el país, con las pérdidas extendidas sus instalaciones de fabricación, oficinas centrales y concesionarios.

### Rescate del negocio de taxis
En enero de 2013, se informó que Geely estaba en negociaciones para comprar las acciones restantes de la compañía a PwC para salvar el negocio. Un comunicado de prensa en febrero de 2013 anunció que se había llegado a un acuerdo para que Geely comprara el resto de los activos, derechos de fabricación, inventario sin vender y concesionarios de London Taxi Company. Geely fundó una nueva compañía, The London Taxi Corporation Ltd., bajo su filial británica Geely UK Ltd para reanudar el montaje de los taxis de Londres en Coventry.